# Thirumalayampalayam
Thirumalayampalayam è una suddivisione dell'India, classificata come town panchayat, di 11.567 abitanti, situata nel distretto di Coimbatore, nello stato federato del Tamil Nadu. In base al numero di abitanti la città rientra nella classe IV (da 10.000 a 19.999 persone).

## Geografia fisica
La città è situata a 10° 51' 35 N e 76° 53' 58 E.

## Società

### Evoluzione demografica
Al censimento del 2001 la popolazione di Thirumalayampalayam assommava a 11.567 persone, delle quali 5.745 maschi e 5.822 femmine. I bambini di età inferiore o uguale ai sei anni assommavano a 1.162, dei quali 575 maschi e 587 femmine. Infine, coloro che erano in grado di saper almeno leggere e scrivere erano 6.079, dei quali 3.429 maschi e 2.650 femmine.